# Cá sơn đá đỏ
Cá sơn đá đỏ (danh pháp: Sargocentron rubrum) là một loài cá biển thuộc chi Sargocentron trong họ Cá sơn đá. Loài này được mô tả lần đầu tiên vào năm 1775.

## Từ nguyên
Tính từ định danh rubrum trong tiếng Latinh có nghĩa là “ửng đỏ”, hàm ý đề cập đến màu đỏ tươi của loài cá này với các dải sọc đỏ sẫm hai bên thân.

## Phân bố và môi trường sống
Cá sơn đá đỏ có phân bố rộng khắp khu vực Ấn Độ Dương - Thái Bình Dương, từ Biển Đỏ dọc theo Đông Phi và Madagascar trải dài về phía đông đến Vanuatu và Tonga, ngược lên phía bắc đến Nhật Bản, xa về phía nam đến Úc. Thông qua kênh đào Suez mà loài này đã đến được vùng biển phía đông và nam Địa Trung Hải, và đã mở rộng hơn về phía bắc đến biển Marmara. Cá sơn đá đỏ cũng được ghi nhận dọc theo vùng bờ biển Việt Nam, bao gồm cả quần đảo Hoàng Sa và quần đảo Trường Sa.
Chi Sargocentron được ghi nhận lần đầu tiên từ vùng biển gần bờ của Malta ở Địa Trung Hải. Hai cá thể được thu thập ở bờ bắc đảo Gozo và bờ tây đảo Malta, tuy nhiên vẫn chưa xác định được loài Sargocentron nào. Qua đối chiếu các đặc điểm hình thái ở 33 loài Sargocentron, các nhà ngư học đã loại trừ và đưa ra hai loài có khả năng phù hợp với hai cá thể Malta đó, là S. rubrum và Sargocentron hastatum, mặc dù rõ ràng là không thể kết luận việc xác định loài chỉ dựa trên các bức ảnh. Trong trường hợp có nhiều loài ẩn sinh (cryptic species) như những loài thuộc chi Sargocentron, việc sử dụng các công cụ phân tích phân tử, bao gồm mã vạch DNA, nên được áp dụng.
Môi trường sống của cá sơn đá đỏ là trên các rạn san hô trong vũng thủy triều, đầm phá, vịnh và ngoài khơi, thường thấy hơn ở những khu vực có dòng chảy mạnh, độ sâu đến ít nhất là 84 m. Loài này ít phụ thuộc vào môi trường sống rạn san hô hơn những loài sơn đá khác, hay ẩn mình trong các hang hốc và khe đá vào ban ngày.

## Mô tả
Chiều dài cơ thể lớn nhất được ghi nhận ở cá sơn đá đỏ là gần 36 cm. Loài này có màu đỏ tươi hoặc đỏ nâu với các sọc ngang màu trắng bạc. Một vệt đỏ nâu trên má, từ mắt xuống xương trước nắp mang. Vài cá thể có vệt nâu bên dưới vây lưng mềm và một đốm tròn phía trên gốc vây hậu môn. Gai vây lưng màu đỏ với một dải giữa gồm các đốm trắng dính nhau, màng gai có màu trắng ở chóp. Rìa trên và dưới của vây đuôi màu đỏ nâu; phần còn lại của vây đuôi cũng như vây lưng mềm và vây hậu môn có màu vàng nhạt. Gai trước của vây bụng và vây hậu môn màu trắng. Vây bụng đỏ. Vây ngực trong mờ, màu vàng hoặc đỏ.
Số gai ở vây lưng: 11; Số tia vây ở vây lưng: 12–14; Số gai ở vây hậu môn: 4; Số tia vây ở vây hậu môn: 8–10; Số tia vây ở vây ngực: 13–15; Số vảy đường bên: 34–38.

## Sinh thái
Thức ăn chủ yếu của cá sơn đá đỏ là các loài cua và tôm, cũng săn cá nhỏ làm mồi. Ở bờ biển Địa Trung Hải thuộc Israel, cá sơn đá đỏ có mùa sinh sản ngắn kéo dài từ tháng 7 đến tháng 8.
Kết quả phát sinh loài được suy ra từ DNA ty thể cho thấy, cá sơn đá đỏ S. rubrum nằm trong nhóm chị em với Sargocentron spiniferum.

## Giá trị
Ở Địa Trung Hải, cá sơn đá đỏ được đánh bắt bởi những ngư dân thương mại.